# FutureSex/LoveShow: Live from Madison Square Garden
FutureSex/LoveShow: Live from Madison Square Garden é o segundo álbum de vídeo do cantor e compositor estadunidense Justin Timberlake. Foi lançado oficialmente em 19 de novembro de 2007, pela editora discográfica Jive Records.

## Desempenho nas paradas
| Paradas (2007)                             | Melhor posição |
| ------------------------------------------ | -------------- |
| Estados Unidos (Billboard Music DVD Chart) | 4              |
| Japão (Oricon DVD Chart)                   | 244            |
| Suécia (Sverigetopplistan DVDs Top 20)     | 4              |

## Certificações
| Região                                                                                             | Certificação | Vendas   |
| -------------------------------------------------------------------------------------------------- | ------------ | -------- |
| Austrália (ARIA)                                                                                   | 9× Platina   | 135,000^ |
| Brasil (Pro-Música Brasil)                                                                         | Ouro         | 15,000*  |
| Estados Unidos (RIAA)                                                                              | 5× Platina   | 500,000^ |
| França (SNEP)                                                                                      | Platina      | 100,000* |
| Reino Unido (BPI)                                                                                  | Ouro         | 500,000^ |
| *números de vendas baseados somente na certificação ^distribuições baseadas apenas na certificação |              |          |

## Histórico de lançamento
| País           | Data                    | Formato                  | Gravadora | Ref.   |
| -------------- | ----------------------- | ------------------------ | --------- | ------ |
| Reino Unido    | 19 de Novembro de 2007  | DVD                      | RCA       | [ 9 ]  |
| Alemanha       | 23 de Novembro de 2007  | DVD                      | Sony      | [ 10 ] |
| Estados Unidos | 23 de Novembro de 2007  | DVD (Best Buy exclusivo) | Jive      | [ 11 ] |
| Japão          | 19 de Dezembro de 2007  | DVD                      | Sony      | [ 12 ] |
| Alemanha       | 7 de Fevereiro de 2008  | Blu-ray                  | Sony      | [ 13 ] |
| Reino Unido    | 11 de Fevereiro de 2008 | Blu-ray                  | RCA       | [ 14 ] |
| Canadá         | 1 de Abril de 2008      | Blu-ray                  | Sony      | [ 15 ] |
| Canadá         | 1 de Abril de 2008      | DVD                      | Sony      | [ 16 ] |
| Estados Unidos | 1 de Abril de 2008      | Blu-ray                  | Jive      | [ 17 ] |
| Estados Unidos | 1 de Abril de 2008      | DVD                      | Jive      | [ 18 ] |